# 人民民主阵线 (意大利)
人民民主阵线，全称为了自由、和平与劳动人民民主阵线（Fronte Democratico Popolare per la libertà, la pace, il lavoro），是意大利历史上的一个左翼政党联盟。1947年12月28日，意大利社会党和意大利共产党建立该联盟，以应对1948年意大利大选。1948年4月18日，该联盟解散。